# Shenji (köpinghuvudort i Kina, Hubei Sheng, lat 30,86, long 112,37)
Shenji är en köpinghuvudort i Kina. Den ligger i provinsen Hubei, i den centrala delen av landet, omkring 190 kilometer väster om provinshuvudstaden Wuhan. Antalet invånare är 33 647. Befolkningen består av 16 631 kvinnor och 17 016 män. Barn under 15 år utgör 10,0 %, vuxna 15-64 år 78 %, och äldre över 65 år 10,0 %.
Runt Shenji är det tätbefolkat, med 266 invånare per kvadratkilometer. Närmaste större samhälle är Shipai, 19,1 km nordost om Shenji. Trakten runt Shenji består till största delen av jordbruksmark.
Genomsnittlig årsnederbörd är 1 107 millimeter. Den regnigaste månaden är maj, med i genomsnitt 159 mm nederbörd, och den torraste är december, med 14 mm nederbörd.